# لاري موس
لاري موس (بالإنجليزية: Larry Moss)‏ هو فنان أداء أمريكي، ولد في 25 سبتمبر 1970 في نيويورك في الولايات المتحدة.